# Eliseo Subiela
Eliseo Subiela (Buenos Aires, 27 de desembre de 1944 - San Isidro, 25 de desembre de 2016) va ser un director de cinema i guionista argentí. És reconegut per les seves pel·lícules Hombre mirando al sudeste, Últimas imágenes del naufragio i El lado oscuro del corazón, entre d'altres.

## Biografia
Els seus pares van ser l'argentina Isabel de la Fuente i el gallec Eliseo Demófilo Subiela. Va créixer al barri de Palermo, juntament amb el seu germà menor, Héctor.
La seva infància va estar marcada per foscors i tristeses, perquè el seu pare patia del cor i evitava de qualsevol manera demostrar qualsevol emoció; mentre que la seva mare era atacada per constants i intensos maldecaps, la qual cosa els obligava a mantenir la casa en tenebres per no pertorbar la tranquil·litat de tots dos. A més, la seva biografia autoritzada esmenta que ―com una manera d'oposar-se a les imposicions peronistes― els seus pares el feien retirar-se de les classes de religió de l'educació primària, aprofitant el retir dels seus companys jueus.
Impressionat per l'aviació, la qual va estudiar durant anys, i després de fer la conscripció militar dos anys en la Marina, Subiela va ser influenciat pel cinema de diversos autors, i principalment pels films Crónica de un niño solo de Leonardo Favio, La mujer del zapatero d'Armando Bó, Esquiú, una luz en el sendero de Ralph Pappier i Los ratones, de Francisco Vasallo. Va començar a filmar als 17 anys, quan va realitzar el seu primer curtmetratge, titulat Un largo silencio (1963). També va treballar com a creatiu per a l'empresa Lowe. Ja el 1968 ingressa com a director creatiu en l'agència de publicitat Radiux Publicitat, on va realitzar els seus primers films publicitaris.
Durante la seva joventut va ser membre de la JP, la Juventud Peronista, i dels montoneros. El 1969 coneix a Mora Moglia, amb qui va tenir tres fills: Guadalupe, Eliseo Ignacio i Santiago. La seva arribada definitiva al cinema es produeix el 1980 amb la pel·lícula La conquista del paraíso, encara que abans havia rodat Argentina, Mayo del 1969, los caminos de la liberación, que mai es va estrenar.
El 1985 estrena Hombre mirando al Sudeste, amb la qual obté el seu major reconeixement popular i artístic fins a aquesta data. El film es va convertir en un clàssic de la cinematografia argentina i és considerada com una obra mestra de Subiela. A partir del segle XXI la pel·lícula va començar a rebre una renovada atenció després de l'estrena de la cinta estatunidenca K-Pax (2001), que va ser matèria de controvèrsia, ja que el seu argument va ser assenyalat per crítics de tot el món com una còpia gairebé exacta de Hombre mirando al Sudeste. En febrer de 1995 va ser sotmès a una cirurgia a cor obert, i se li va implantar un bypass triple.
Va ser premiat per la Fundació Konex amb el Premi Konex/Diploma al Mèrit el 1991, com un dels "5 millors Directors de Cinema de la dècada 1981-1990" a l'Argentina i novament el 1994 com un dels 5 millors Guionistes. També va ser nomenat Cavaller de l'Orde de les Arts i les Lletres de la República Francesa («Chevalier dans l'ordre des Arts et des Lettres de la Republique Française», 1990) i membre honorari de l'Acadèmia de les Arts i les Ciències Cinematogràfiques d'Espanya (1995). En 2005 va obtenir una beca de la Fundació Guggenheim.
L'any 1994 funda la «Escuela Profesional de Cine y Arte Audiovisuales Eliseo Subiela» a Buenos Aires, amb l'objectiu de capacitar a joves i interessats al cinema i l'audiovisual amb especial atenció en la recerca i la pràctica en el camp.

### Defunció
Va morir el 25 de desembre de 2016 en hores de la matinada, segons va confirmar el seu amic i directiu de l'Associació Directors Argentins Cinematogràfics Gabriel Arbós. A la seva mort es trobava treballant a Corte final, un projecte cinematogràfic que seria un homenatge a la pantalla gran; i també en una obra teatral de la seva autoria titulada La vida real.

## Filmografia en cinema

### Com a director i guionista
- 1963: Un largo silencio
  - Paoa de Oro a millor pel·lícula, Tercer Festival de Cinema Aficionat, Viña del Mar, Xile, 1964.[5]
- 1965: Sobre todas estas estrellas.
  - Premi Millor Director, Instituto Nacional de Cinematografía.
- 1969: Argentina, Mayo de 1969: los caminos de la liberación (inèdita)
- 1981: La conquista del paraíso.
- 1986: Hombre mirando al sudeste.
  - Premi de la Crítica, Festival of Festivals, Toronto, Canadà.
  - Millor Ópera Prima, Festival Internacional de Sant Sebastià.
  - Premi de la Unión de Escritores y Artistas de Cuba, Festival Internacional de l'Havana, 1986.
  - Menció OCIC, l'Havana, 1986.
  - Premi Especial del Jurat, Festival Internacional de Cartagena.
  - Millor Film y Millor Guion, Festival Internacional de San Pablo (Brasil).
- 1989: Últimas imágenes del naufragio.
  - Premi Ecumènic, Festival de Montreal
  - Menció Fipresci, Jurat Internacional de la Crítica, Festival de Montreal.
  - Grand Prix “Maquila d'or” XI Festival de Biarritz.
  - Premi de la Confederació de Films d'Art i Assaig, XI Festival de Biarritz.
  - Carabela de Plata, Premi de la Crítica, XV Festival de Huelva, Espanya.
  - Grand Prix i “Premi del Públic Jove” Recontres Conematographiques de Cannes.
  - Premi del Públic Jove i Premi del la Revista Zitty, Festival Internacional de Berlín.
  - Millor film, Millor Guió, Millor Actriu, al Festival de l'Havana, Cuba 1989.
  - Premi Fipresci, l'Havana, 1989.
  - Premi de l'Organización Católica de Cine, l'Havana, 1989.
  - Premi de la Unión de Escritores y Artistas de Cuba, l'Havana, 1989.
  - Millor film, Millor Director, Millor Guion, de la Asociación de Críticos Cinematográficos de la República de Argentina.
  - Millor Llibre Cinematogràfic, Argentares, 1990.
- 1992: El lado oscuro del corazón.
  - Grand Prix des Ameriques, Festival des Films du Monde, Montreal, Canadà, 1992.
  - Carabela de Plata, Premi de la Crítica, Festival de Huelva, 1992.
  - Premis “Sur”, Instituto Nacional de Cinematografía, Argentina. Millor Director, Millor Direcció Artística, Millor Fotografia, Millor Muntatge.
  - Premi del Jurat dels Lectors del diari Berliner Zeitung, Fòrum Internacional de Cinema Jove, 43è Festival Internacional de Cinema de Berlín, 1993.
  - Festival de Cinema de Cartagena, Colòmbia, per Millor Director, Millor Fotografia, Premi del Jurat de la Crítica.
  - Millor Guió, “Cinoche 1993”, Baie-Comeau, Canadà.
  - Millor Pel·lícula, Festival de Sept-Iles, Canadà.
  - Asociación de Cronistas Cinematográficos de la República de Argentina, “Cóndor de Plata”, Millor Director, Millor Montaje, Millor Direcció d'Art.
  - “Rosa Camuna”, Premi a la Millor Pel·lícula, Festival de Cinema de Bèrgam, Itàlia, 1993.
  - Millor Pel·lícula, Millor Guió, Millor Direcció d'Art, Millor Música Original, Revelació Femenina, Premis de la Revista “Sin Cortes”, Jurat dels lectors, Buenos Aires, 1993.
  - Millor Llibre Cinematogràfic, Argentares, 1993.
  - Millor Director, Millor Actor, Millor Música Original, Festival de Gramado, Brasil, 1993.
- 1995: No te mueras sin decirme adónde vas.
  - Grand Prix del Públic (Premi Air Canadà “Film le Plus Populaire) Festival des Films du Monde, Montreal, Canadà, 1995.
  - Millor guió XVIII Festival Internacional de Cinema Fantàstic, Sitges, 1995.
  - Premi Radio Habana Cuba, Festival de l'Havana, 1995.
- 1996: Despabílate amor.
  - Premi del Públic. Festival Iberoamericà de Huelva, 1996.
  - Premi Asociación de Escritores Cinematográficos de Andalucía.
  - Premi “Voyages et Culture”, Festival de Fribourg, Suïssa. Premi Jury des Jeunes del Festival Films de Fribourg, Suïssa.
- 1997: Pequeños milagros.
  - 1999: Gran Prix Festival Internacional du Film por L'enfance et la Jeunesse (Tunis).
- 2000: Las aventuras de Dios.
- 2001: El lado oscuro del corazón 2.
  - Premi Millor Director, Festival de Huelva, Espanya, 2001.
  - Millor Pel·lícula, Asociación de la Prensa de Huelva, Espanya, 2001.
- 2005: Lifting de corazón.
- 2007: El resultado del amor.
  - Premi del Públic, 33 Festival Iberoamericà de Cinema de Huelva, 2007.
  - Premi “Llave de la Libertad”, atorgat pels interns de la Presó de Huelva.
- 2008: No mires para abajo.
  - Premi Glauber Rocha, Millor Pel·lícula Llatinoamericana, Premi del Públic.
  - Millor director al XIII Festival Internacional de Cinema de Guadalajara, 2008.
  - Millor Pel·lícula de la 14 Mostra de Cinema Llatinoamericà de Lleida, 2008.
- 2010: Rehén de ilusiones.
- 2012: Paisajes devorados.

### Com a ajudant de direcció
- 1965: Esquiú, una luz en el sendero

## Filmografia en televisió
- 2002: Ángel (telefilm)
- 2002: El destino de Angélica (telefilm)
- 2002: Relaciones carnales (telefilm)
- 2005: Larga distancia (minisèrie)